# Oslići
 Oslići  falu Horvátországban, Isztria megyében. Közigazgatásilag Cerovljéhez tartozik.

## Fekvése
Az Isztriai-félsziget közepén, Pazintól 18 km-re északkeletre, községközpontjától 9 km-re északra  fekszik.

## Története
A településnek 1857-ben 201, 1910-ben 258 lakosa volt. Lakói mezőgazdasággal és állattartással foglalkoztak 2011-ben 78 lakosa volt.

## Lakosság
| Lakosság változása | Lakosság változása | Lakosság változása | Lakosság változása | Lakosság változása | Lakosság változása | Lakosság változása | Lakosság változása | Lakosság változása | Lakosság változása | Lakosság változása | Lakosság változása | Lakosság változása | Lakosság változása | Lakosság változása | Lakosság változása |
| ------------------ | ------------------ | ------------------ | ------------------ | ------------------ | ------------------ | ------------------ | ------------------ | ------------------ | ------------------ | ------------------ | ------------------ | ------------------ | ------------------ | ------------------ | ------------------ |
| 1857               | 1869               | 1880               | 1890               | 1900               | 1910               | 1921               | 1931               | 1948               | 1953               | 1961               | 1971               | 1981               | 1991               | 2001               | 2011               |
| 201                | 208                | 193                | 189                | 216                | 258                | 22                 | 0                  | 216                | 186                | 157                | 101                | 76                 | 60                 | 78                 | 78                 |

## Nevezetességei
Szent Rita tiszteletére szentelt kápolnája 1973-ban épült. Az oltárkép Rita Milovan munkája. 6 méter magas harangtornyában egy harang található.